# شو ونیو
شو ونیو (انگلیسی: Xu Wenyu؛ زادهٔ ۶ دسامبر ۱۹۹۵) بازیکن هاکی روی چمن اهل چین است.